# Hohe Elbgeest

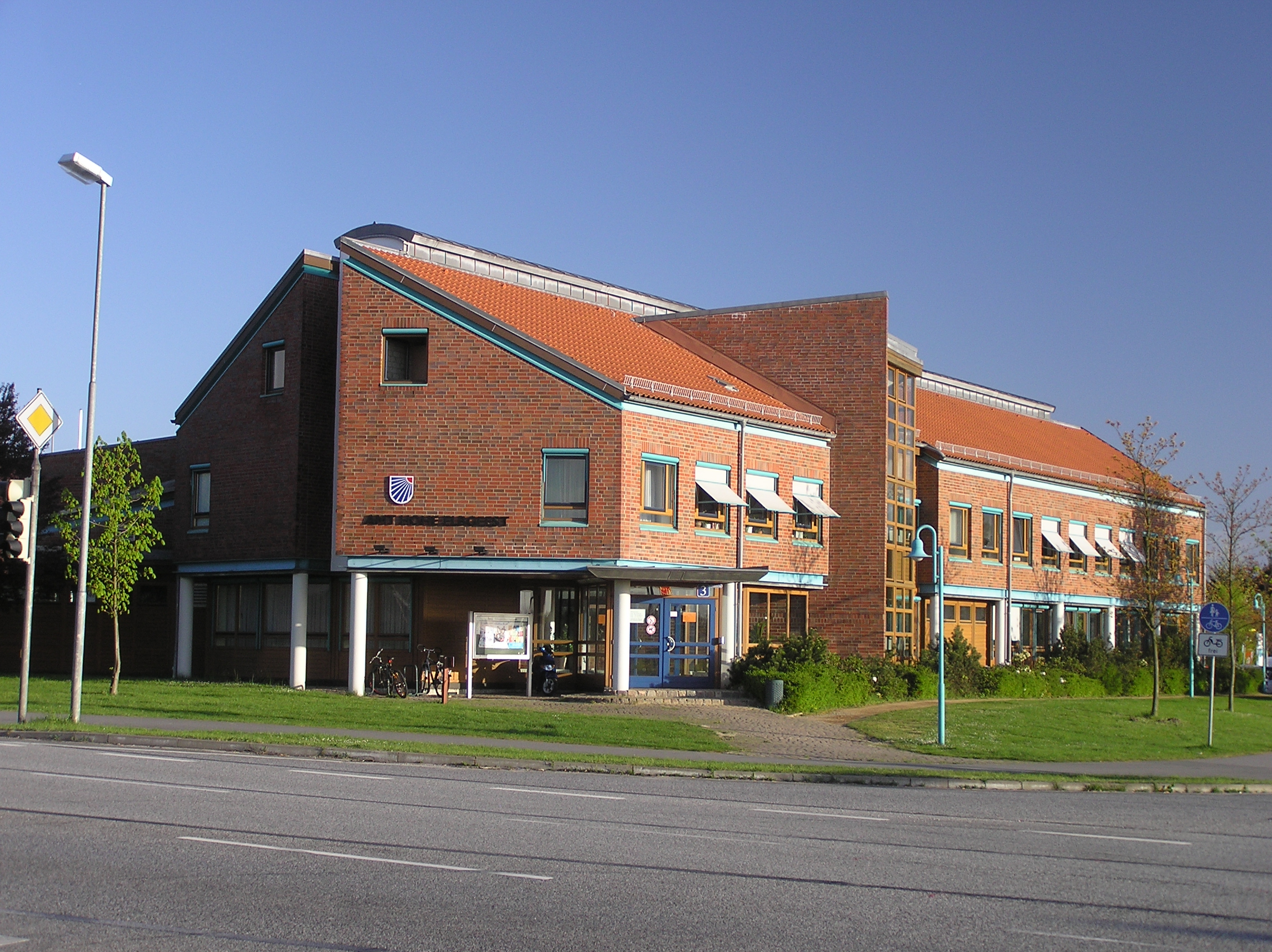
Sede em Dassendorf.

Hohe Elbgeest é uma associação municipal (Amt) da Alemanha do estado de Schleswig-Holstein, distrito de Lauenburg.
A associação com sede no município de Dassendorf reúne numa só administração os seguintes municípios:
1. Aumühle
2. Börnsen
3. Dassendorf sede
4. Escheburg
5. Hamwarde
6. Hohenhorn
7. Kröppelshagen-Fahrendorf
8. Wiershop
9. Wohltorf
10. Worth

Pertence à Amt também a área não-incorporada (em alemão: gemeindefreies Gebiet) de Sachsenwald.